# Генріетте ван Алдерен
Генріетте ван Алдерен (нід. Генріетте ван Алдерен; нар. 14 квітня 1976) — колишня нідерландська тенісистка.
Найвищу одиночну позицію світового рейтингу — 365 місце досягла 12 січня 1998, парну — 212 місце — 29 квітня 1996 року.
Здобула 3 одиночні та 12 парних титулів.

## Фінали ITF
| Турніри $25,000 |
| Турніри $10,000 |

### Одиночний розряд (3–1)
| Результат | Ранг | Дата          | Місце               | Покриття   | Суперниця            | Рахунок       |
| --------- | ---- | ------------- | ------------------- | ---------- | -------------------- | ------------- |
| Поразка   | 1.   | 2 серпня 1994 | Бургас, Болгарія    | Тверде     | Павліна Нола         | 5–7, 0–6      |
| Перемога  | 1.   | 16 січня 1995 | Оренсе, Іспанія     | Тверде (i) | Стефані Ґомпертс     | 4–6, 6–2, 7–6 |
| Перемога  | 2.   | 21 січня 1996 | Понтеведра, Іспанія | Тверде (i) | Алессія Ломбарді     | 7–5, 6–3      |
| Перемога  | 3.   | 19 січня 1997 | Понтеведра, Іспанія | Тверде (i) | Лурдес Домінгес Ліно | 6–4, 6–2      |

### Парний розряд (12–6)
| Результат | Ранг | Дата            | Місце                             | Покриття   | Партнерка           | Суперниці                               | Рахунок          |
| --------- | ---- | --------------- | --------------------------------- | ---------- | ------------------- | --------------------------------------- | ---------------- |
| Перемога  | 1.   | 24 січня 1994   | Понтеведра, Іспанія               | Килим (i)  | Патрісія Маркова    | Марта Кано Cristina De Subijana         | 6–3, 6–2         |
| Перемога  | 2.   | 27 червня 1994  | Велп, Нідерланди                  | Ґрунт      | Nancy van Erp       | Джиневра Муньяїні Alessia Sciarpelletti | 6–2, 7–5         |
| Перемога  | 3.   | 8 серпня 1994   | Ребек, Бельгія                    | Ґрунт      | Elisa Peñalvo López | Стефані Ґомпертс Сандра ван дер А       | 0–6, 7–6(3), 6–2 |
| Поразка   | 1.   | 26 вересня 1994 | Бургас, Болгарія                  | Ґрунт      | Патрісія Маркова    | Антоанета Пандєрова Теодора Недева      | 6–2, 4–6, 0–6    |
| Поразка   | 2.   | 17 жовтня 1994  | Лангенталь, Швейцарія             | Килим (i)  | Аманда Гопманс      | Ширі Бурштейн Гіла Розен                | 5–7, 4–6         |
| Перемога  | 4.   | 16 січня 1995   | Оренсе, Іспанія                   | Тверде (i) | Стефані Ґомпертс    | Паула Ерміда Ольга Барабанщикова        | 7–5, 6–1         |
| Поразка   | 3.   | 12 червня 1995  | Боссонан, Швейцарія               | Ґрунт      | Стефані Ґомпертс    | Деббі Гак Патті ван Аккер               | 7–6, 3–6, 5–7    |
| Перемога  | 5.   | 19 червня 1995  | Курелья, Швейцарія                | Ґрунт      | Стефані Ґомпертс    | Сабіне Гас Sandra Olsen                 | 7–5, 6–3         |
| Перемога  | 6.   | 26 червня 1995  | Велп, Нідерланди                  | Ґрунт      | Стефані Ґомпертс    | Анна Лінкова Баркан Неллі               | 6–1, 6–0         |
| Перемога  | 7.   | 30 жовтня 1995  | Нікосія, Кіпр                     | Ґрунт      | Vanessa Brilleman   | Наталі Кахана Ошрі Шашуа                | 3–6, 7–6(2), 6–4 |
| Перемога  | 8.   | 20 січня 1996   | Понтеведра, Іспанія               | Тверде (i) | Аннемарі Міккерс    | Лоранс Буа Емануела Брузаті             | 6–2, 6–2         |
| Перемога  | 9.   | 29 січня 1996   | Оренсе, Іспанія                   | Тверде (i) | Аннемарі Міккерс    | Ольга Глущенко Тетяна Пучек             | 6–1, 6–3         |
| Перемога  | 10.  | 10 серпня 1996  | Ребек, Бельгія                    | Ґрунт      | Carlijn Buis        | Мередіт Ґайґер Кайлі Моулдс             | 6–0, 6–2         |
| Поразка   | 4.   | 29 вересня 1996 | Телфорд (Англія), Велика Британія | Тверде (i) | Наталія Єгорова     | Жулі Пуллен Лорна Вудрофф               | 2–6, 6–7         |
| Перемога  | 11.  | 8 березня 1997  | Тель-Авів, Ізраїль                | Тверде     | Андреа ван ден Гурк | Мілена Неквапілова Гана Шромова         | 0–6, 6–3, 6–4    |
| Поразка   | 5.   | 31 серпня 1997  | Орбетелло, Італія                 | Ґрунт      | Кім де Вейлле       | Катержина Крупова-Шишкова Зілке Маєр    | 3–6, 6–2, 2–6    |
| Поразка   | 6.   | 14 лютого 1998  | Бірмінгем, Велика Британія        | Тверде (i) | Андреа ван ден Гурк | Кірстін Фрає Джін Окада                 | 4–6, 4–6         |
| Перемога  | 12.  | 5 липня 1998    | Алкмар, Нідерланди                | Ґрунт      | Іветте Бастінг      | Carlijn Buis Андреа ван ден Гурк        | 6–0, 6–1         |
| Н/Д       | –    | 12 липня 1998   | Амерсфорт, Нідерланди             | Ґрунт      | Іветте Бастінг      | Х'яна Гутьєррес Деббі Гак               | DNP              |